# Sázava

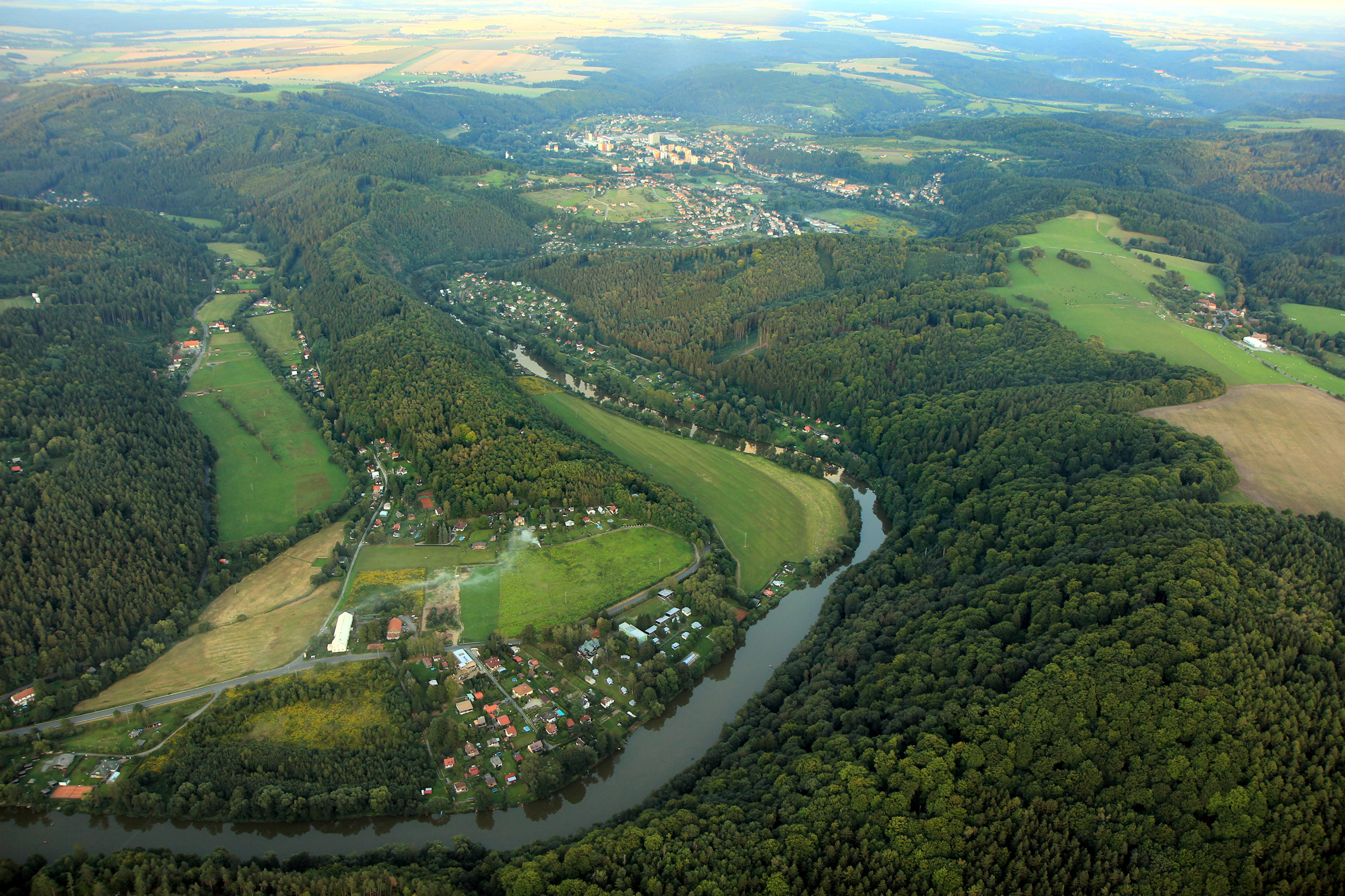
Sázava: Fluss und Stadt

Sázava (deutsch Sasau) ist eine Stadt mit 3765 Einwohnern in Tschechien. Sie liegt in 312 m ü. M. 40 km südöstlich von Prag bzw. 12 km westlich der Stadt Uhlířské Janovice im Tal der Sázava und gehört dem Okres Benešov an. Die Katasterfläche beträgt 2041 ha.

## Geographie
Die Stadt befindet sich in einer Flussschleife gegenüber der Einmündung des Úžický potok linksseitig der Sázava, die sie im Osten, Norden und Westen umfließt. Nachbarorte sind Černé Budy im Westen, Nechyba und Radvanice nad Sázavou im Norden und Budín im Südosten.

## Geschichte
Ursprung der heutigen Stadt war die Gründung des Klosters des Hl. Prokop am rechten Ufer der Sázava im Jahre 1032. Am gegenüberliegenden Ufer entstand im 13. Jahrhundert eine zum Kloster gehörige Ansiedlung.
Nach der Auflösung des Klosters im Jahre 1785 erfolgte der Umbau zum Neorenaissanceschloss. 1837 begründete Franz Kavalier die Glashütte Prokop-Hütte, die heute unter dem Namen Kavalierglass das bedeutendste Unternehmen der Stadt darstellt.

## Populärkultur
Die Stadt Sázava erlangte internationale Bekanntheit unter dem Namen "Sasau" durch das Rollenspiel Kingdom Come: Deliverance von 2018. In dem Spiel kann man eine Interpretation des Orts erkunden, wie er zu Beginn des 15. Jh. ausgesehen haben könnte.

## Gemeindegliederung
Zur Stadt Sázava gehören die Ortsteile Bělokozly (Bielokosel), Černé Budy (Klosterdorf), Čeřenice (Tscherschenitz) und Dojetřice (Dojetritz).

## Sehenswürdigkeiten
- Kloster des Hl. Prokop in Černé Budy, seit 1962 Nationales Kulturdenkmal
- Pfarrkirche St. Martin aus dem 14. Jahrhundert, dient heute für kulturelle Veranstaltungen

## Persönlichkeiten
- Hl. Prokop (970–1053), Gründer des Klosters Sasau
- Monachus Sazavensis, tschechisch Mnich sázavský (um 1162), anonymer Geschichtsschreiber des 12. Jahrhunderts
- Gustav Heller (1857–1937), Mitbegründer der Wiener Süßwarenfirma Gustav & Wilhelm Heller
- Jiří Voskovec (1905–1981), Schauspieler und Schriftsteller

## Nachbargemeinden
| Vlkančice          | Vlkančice Úžice u Kutné Hory                | Úžice u Kutné Hory                 |
| Vlkančice Vodslivy | Kompassrose, die auf Nachbargemeinden zeigt | Rataje nad Sázavou Ledečko Samopše |
| Vodslivy           | Drahňovice Český Šternberk                  | Rataje nad Sázavou Samopše         |